# バハ・プログ
バハ・プログ（Baja Prog）は、メキシコのバハ・カリフォルニア州メヒカリで、1997年から毎年開催されているプログレッシブ・ロック・フェスティバル。このジャンルで有名なバンドが数多く出演し、毎日平均1500人の参加者が集まる。
オーガナイザーを務めているのはメキシコのプログレッシブ・ロック・バンド、キャストである。